# Aigle de Java
Nisaetus bartelsi
Espèce
Statut de conservation UICN

 EN C2a(i) : En danger
Statut CITES
L'Aigle de Java (Nisaetus bartelsi) est une espèce d'oiseaux de la famille des Accipitridae.

## Répartition et habitat
Cette espèce est endémique de l'île de Java en Indonésie. Elle vit principalement dans la forêt humide primaire, mais on la trouve également dans la forêt secondaire ainsi que dans la forêt tropicale semi-décidue.